# Rejunte

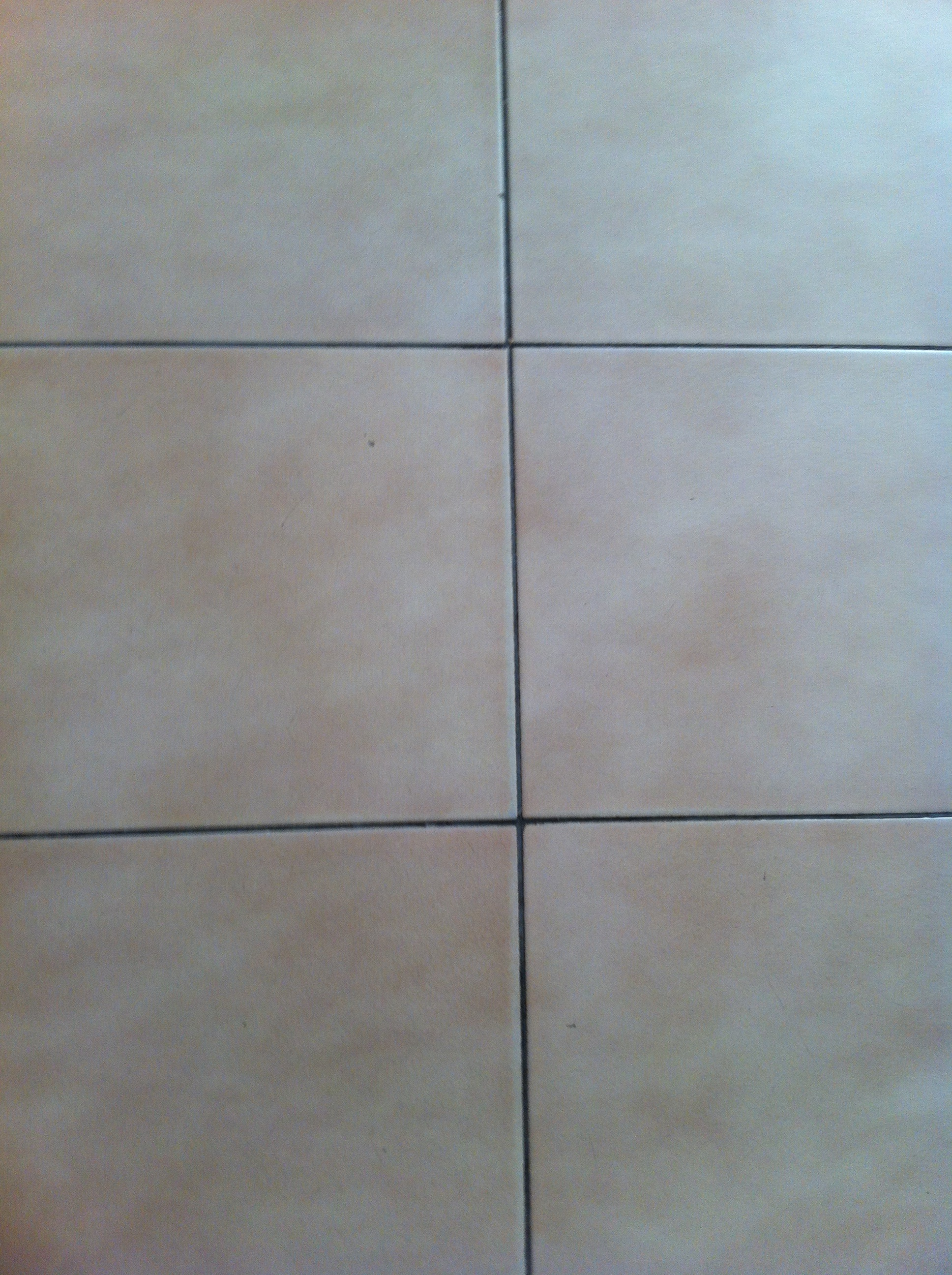
Rejunte entre lajotas

Rejunte é um material de construção específico para preenchimento das juntas executivas resultantes de assentamento de peças cerâmicas, conhecidas como azulejos,  na parede ou no piso com a função de impermeabilizar as laterais das peças cerâmicas.
É composto por produtos tais como: cimento, agregados minerais, pigmentos, aditivo celulósico, aditivo hidrofugante e polímeros, que recebendo água e devidamente homogeneizados transformam-se numa argamassa pastosa,  própria para preencher juntas de assentamento entre peças cerâmicas, impermeabilizando-as.
São oferecidos rejuntes em várias cores e para vários tipos de aplicação: antimofo, impermeabilizantes, áreas externas e internas, etc. e a espessura de aplicação varia em função do tamanho da peça assentada, seu uso e local de assentamento (variando entre 1 a 15mm).